# Calico M950
Die Calico M950 ist eine in den 1980er-Jahren entwickelte halbautomatische Pistole der Calico Light Weapons Systems in Nevada/USA. Sie benutzt das für diesen Waffentyp gängige Kaliber 9 × 19 mm in einem speziellen, von Michael Miller und Warren Stockton 1985 entwickelten Schneckenmagazin. Dieses Magazin fasst 50 bis 100 Patronen, in dem die Patronen helixförmig angeordnet sind, um eine maximale Munitionsmenge zu erreichen.
Die M950 war für ihren Hersteller ein Flop, da die Pistole 1994 unter den US Assault Weapons Ban fiel, welcher die Magazinkapazität für zivile Personen auf 10 Patronen pro Magazin einschränkte.